# 善明寺 (東京都府中市)

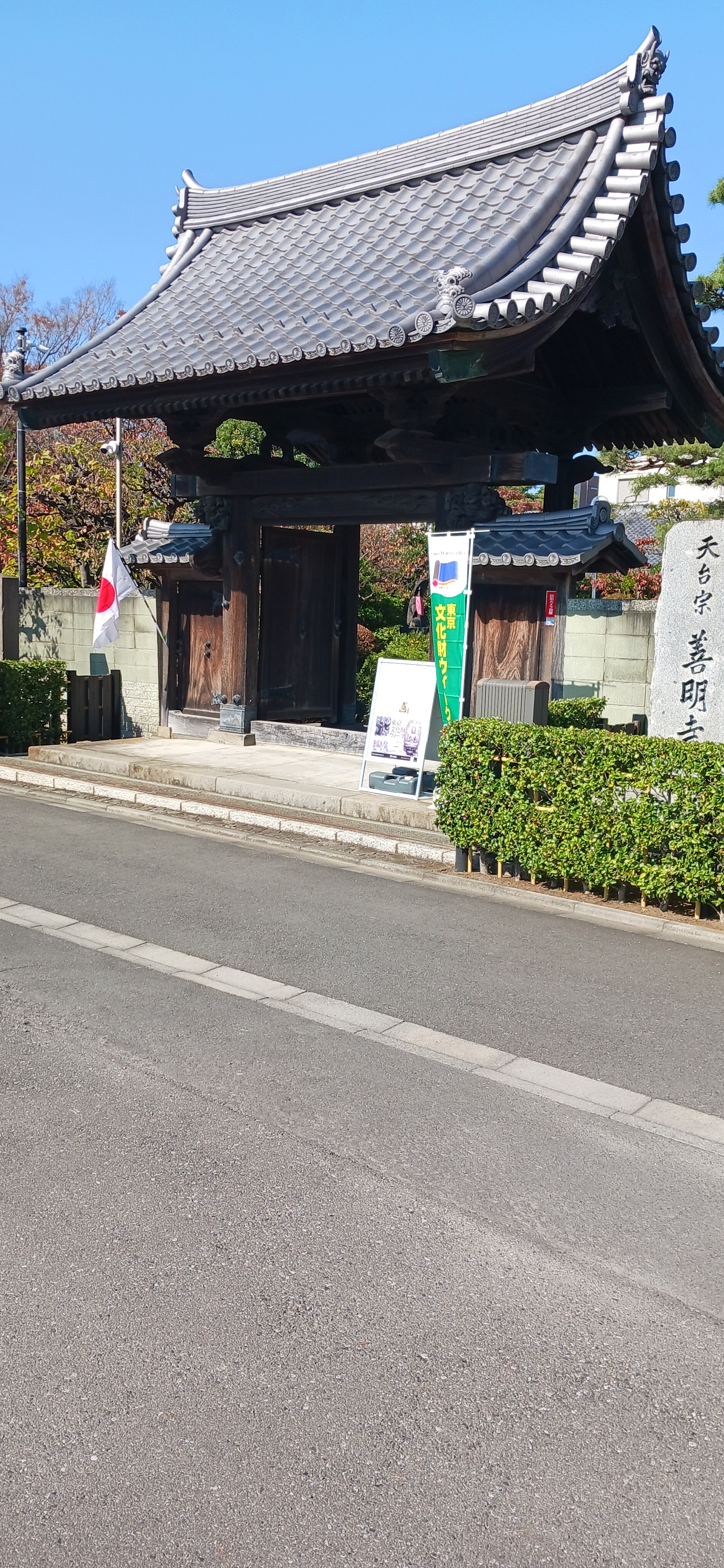
善明寺（府中）正門

善明寺（ぜんみょうじ）は、東京都府中市にある天台宗の寺院。

## 概要
西園寺実満の墓（都旧跡　昭和14年5月1日指定）、依田伊織の墓（都旧跡　昭和14年5月1日指定）がある。府中市民に親しまれている「府中小唄」の四番の歌詞が刻まれた石碑がある。

## 歴史
創建年代は不明である。延暦寺の安楽律院を本山とする律寺であった。
1720年（享保5年）、神道家の依田伊織は両親の菩提を弔うため、寺の創建を望んでいた。しかし、当時の幕府は寺の新設を制限していた。このことを知った当寺住職は伊織とともに寛永寺に嘆願したところ、伊織の屋敷跡に当寺を移転させることで、伊織の要望を満たす折衷案を出した。両者はこれを受け入れ、1744年（延享元年）に現在地に移転した。依田伊織は本来は五十嵐氏で、諱は貞鐘、伊織は字、通称は定右衛門。後に徧無為と号した。丈六の阿弥陀仏を善明寺に移すよう命があり、智堂和尚は叡山安楽院の指示を仰いだ上でこれに同意し、善明寺へ譲渡することとなった。これが善明寺の本尊である。

## 文化財
- 鉄造阿弥陀如来坐像（大鉄仏）[8]（重要文化財 大正2年4月14日指定）[9]坐高１７０.３cm、重さ380kg[10]畠山重忠が凪妻太夫の菩提を弔うために造らせた（真偽不明）。[11]
- 鉄造阿弥陀如来立像（小鉄仏）[12]。（重要文化財　大正2年4月14日指定。）[1]鉄造阿弥陀如来坐像の胎内仏とされる。像高99cm、重さ60kg[10]

## 交通アクセス
- 府中本町駅より徒歩4分。